# Карпель, Елена Евгеньевна
Елена Евгеньевна Карпель (род. 16 сентября 1944 года — скончалась 18 марта 2024 года) — член совета директоров ОАО «Газпром» (с 2004 года), начальник Департамента экономической экспертизы и ценообразования ОАО «Газпром». В рейтинге «50 самых влиятельных деловых женщин России», составленного журналом «Финанс» в 2010 году, занимает 8 место. В 2013 году включена в рейтинг «ТОП-5 женщин российского бизнеса», составленный агентством ТПП-Информ.

## Биография
Родилась 16 сентября 1944 года в Киеве.

### Образование и карьера
Окончила Киевский институт народного хозяйства им. Коротченко по специальности «планирование промышленности», Институт повышения квалификации руководящих работников и специалистов чёрной металлургии, Высшие экономические курсы при Госплане СССР, курсы повышения квалификации в Академии народного хозяйства при правительстве Российской Федерации.
- 1961—1962 — чертёжник Укргипросельмаша
- 1962—1963 — техник НИИградостроительства УССР
- 1963—1967 — старший лаборант отдела института НИЭИ Госплана УССР
- 1967—1986 — экономист, старший экономист, ведущий экономист, начальник отдела цен Планово-экономического управления Минчермета СССР
- 1986—1988 — заместитель начальника отдела тяжёлой промышленности Госкомцен СССР
- 1988—1990 — начальник подотдела сводно-экономического отдела — начальник отдела цен Госкомцен СССР
- 1990—1991 — заместитель начальника сводно-экономического отдела — начальник отдела цен Госкомцен СССР
- 1991—1992 — заместитель председателя, первый заместитель председателя Комитета цен при Минэкономики Российской Федерации
- 1992—1994 — первый заместитель председателя Комитета Российской Федерации по политике цен
- 1994—1997 — начальник Главного управления по экономической эффективности РАО «Газпром»
- С 1997 года — начальник Департамента экономической экспертизы и ценообразования РАО «Газпром» (c 1998 года — ОАО «Газпром»)

## Награды и звания
- Медаль ордена «За заслуги перед Отечеством» II степени (4 февраля 2015) — за достигнутые трудовые успехи, общественную деятельность и многолетнюю добросовестную работу
- Заслуженный работник Единой энергетической системы России
- Почётный работник газовой промышленности
- Высший знак отличия ОАО «Газпром» «За особые заслуги»